# Єфремов Василь Сергійович
Васи́ль Сергі́йович Єфре́мов (рос. Василий Сергеевич Ефремов; 14 січня 1915 — 19 серпня 1990) — радянський військовий льотчик-бомбардувальник, учасник Другої світової війни, полковник. Двічі Герой Радянського Союзу (1943).

## Біографія
Народився 14 січня 1915 року в місті Царицині (нині — Волгоград) в робітничій родині. Росіянин. Член ВКП(б)/КПРС з 1943 року. Закінчив 7 класів школи у 1929 році й школу ФЗУ в місті Сталінграді у 1932 році. Працював електриком на заводі імені В. В. Куйбишева.
У лавах РСЧА з 1934 року. У 1937 році закінчив Сталінградську військову авіаційну школу льотчиків. Як льотчик-бомбардир, згодом — командир авіаційної ланки брав участь у радянсько-фінській війні 1939–1940 років.
Учасник німецько-радянської війни з червня 1941 року. Воював на Південно-Західному, Сталінградському, 4-му Українському й 3-му Білоруському фронтах. Обіймав посади командира авіаційної ланки, заступника командира ескадрильї, командира ескадрильї 10-го гвардійського бомбардувального авіаційного полку.
За роки війни здійснив понад 340 бойових вильотів. Екіпаж літака під командуванням В. С. Єфремова знищив 32 літаки супротивника на аеродромах і 4 — у повітряних боях.
Учасник параду Перемоги 24 червня 1945 року на Красній площі в Москві.
У 1949 році закінчив Військово-повітряну академію. Обіймав посади заступника командира авіаційного полку, інструктора авіаційного училища, льотчика-випробовувача. Оволодів навичками польотів на багатьох типах літаків у складних метеорологічних умовах.
З 1960 року полковник В. С. Єфремов — у запасі. Мешкав у місті Київ, де й помер 19 серпня 1990 року. Похований, згідно заповіту, на Мамаєвому кургані у Волгограді.

## Нагороди і почесні звання
Указом Президії Верховної Ради СРСР від 1 травня 1943 року за зразкове виконання бойових завдань командування по бомбардуванню і розвідці супротивника та виявлені при цьому героїзм і відвагу, гвардії капітану Єфремову Василю Сергійовичу присвоєне звання Героя Радянського Союзу з врученням ордена Леніна і медалі «Золота Зірка» (№ 733).
Указом Президії Верховної Ради СРСР від 24 серпня 1943 року за 340 успішних бойових вильотів гвардії капітан Єфремов Василь Сергійович нагороджений другою медаллю «Золота Зірка» (№ 8/ІІ).
Нагороджений двома орденами Леніна (30.08.1942, 01.05.1943), орденом Червоного Прапора (06.11.1941), двома орденами Вітчизняної війни 1-го ступеня (21.05.1944, 06.04.1985), двома орденами Червоної Зірки (06.11.1941, …), медалями.
Рішенням Волгоградської міської ради народних депутатів від 7 травня 1980 року, за особливі заслуги, виявлені під час оборони міста, присвоєне звання «Почесний громадянин міста-героя Волгограда».

## Пам'ять
Бронзове погруддя В. С. Єфремова встановлене у сквері на проспекті Леніна у місті Волгограді.

## Твори
- Ефремов В. С. Эскадрильи летят за горизонт. — М.: Воениздат, 1984. [Архівовано 5 травня 2014 у Wayback Machine.](рос.)